# Sophie Freud
Miriam Sophie Freud (Wenen, 6 augustus 1924 - Lincoln, 3 juni 2022) was een Oostenrijks-Amerikaanse psychosocioloog, docent, feminist en schrijver. Als kleindochter van Sigmund Freud was ze een criticus van de psychoanalyse. Haar harde kritiek op de psychoanalytische doctrines van haar grootvader liet haar botsen met de rest van de familie.

## Biografie
Sophie Freud was de dochter van advocaat (Jean) Martin Freud (1889–1967, Sigmund Freuds oudste zoon) en logopediste Ernestine Drucker (1896–1980). Ze werd vernoemd naar haar tante die in 1920 was overleden aan de Spaanse griep. Nadat haar andere tante Anna in de Tweede Wereldoorlog opgepakt werd door de Gestapo, splitste de familie zich op en vluchtte het land uit: Martin ging met zoon Walter (1921–2004) naar Londen. Sigmund en zijn vrouw volgden even later. Ernestine en Sophie gingen naar Parijs. Vanuit Parijs raakten ze niet meer weg via de reguliere transportmiddelen omdat deze onder controle van de Duitse bezetters stonden. Ze fietsten daarom met een tandem naar Nice en van daaruit naar Casablanca in Marokko. Aldaar bleken hun visa vervallen te zijn en verbleven ze enige tijd in Casablanca om daarna richting Portugal te gaan en in 1942 met de boot in New York aan te komen.
Sophie Freud kon zonder adres niet inschrijven in een school in New York en verkaste naar Boston. Ze volgde psychologie aan het Radcliffe College te Cambridge (Massachusetts) en behaalde in 1946 haar bachelor. Vervolgens behaalde ze in 1948 een master-graad 'sociaal werk' aan de Simmons University te Boston. Ze ging aan de slag binnen de jeugdzorg. Later ging ze opnieuw studeren en behaalde in 1970 een doctoraat aan de Heller School van Brandeis-universiteit. Vervolgens doceerde Freud tot 2002 aan de Simmons University.
Naast meerdere wetenschappelijke publicaties schreef ze ook twee boeken: Living in the Shadow of the Freud Family (2007) en My Three Mothers and Other Passions (1988).
Freud trouwde in 1945 met Paul Loewenstein (1921–1992) en kreeg met hem drie kinderen. In 1985 scheidden ze.